# Raymond Villey
Pour les autres membres de la famille, voir famille Villey.
Raymond Henri Joseph Villey-Desmeserets, ou Raymond Villey, né le 23 janvier 1913 à Caen où il est mort le 16 janvier 1999, est un médecin français. Résistant, il devient professeur de médecine, doyen de la faculté de médecine de Caen, membre puis président du Conseil de l'Ordre des médecins.

## Biographie
Raymond Villey naît à Caen en France le 23 janvier 1913 à Caen,.
Il est issu d'une famille de notables normands. Son grand-père paternel, Edmond Villey (1848-1924), économiste, fondateur de la Revue d'économie politique, a été doyen de la faculté de droit de Caen. Son grand-père maternel est le philosophe Émile Boutroux (1845-1921). Son père, Pierre Villey (1879-1933), bien qu'aveugle, a été professeur à la faculté des lettres de Caen, spécialiste de la littérature française du XVIe siècle. Son oncle Jean Villey (1885-1948), physicien, a été professeur à la faculté des sciences de Paris, et un autre oncle, Achille Villey-Desmeserets (1878-1955), préfet de la Seine de 1934 à 1940. Son frère aîné Daniel Villey (1910-1968) a été professeur d'économie politique à Poitiers et à Paris et son cadet, Michel Villey (1914-1988), professeur de droit à Paris, spécialiste de la philosophie du droit.
Raymond Villey fait ses études secondaires au lycée Malherbe. Il choisit d'être médecin et soutient sa thèse à Paris en 1941.
Résistant pendant la Seconde Guerre mondiale, il est nommé professeur de physiologie à Caen. Il s'y présente aux élections municipales de mai 1945. Sa liste arrive en tête mais c'est Yves Guillou qui est élu maire. La même année, à 32 ans, il entre au conseil départemental de l'Ordre des médecins puis au conseil national.
Il est doyen de la faculté de médecine de Caen de 1974 à 1980 et président national de l'Ordre des médecins de 1981 à 1987. Son enseignement et ses fonctions l'amènent à développer des travaux sur le rôle du médecin, sa responsabilité et sa déontologie, qui le font considérer comme le « père de la déontologie moderne ». Il a été membre de la commission nationale consultative des droits de l'homme. Il fut aussi membre correspondant de l'Académie de médecine à partir de 1984.
Il est mort à Caen le 16 janvier 1999.